# Liste der Baudenkmale in Wenzlow
In der Liste der Baudenkmale in Wenzlow sind alle Baudenkmale der brandenburgischen Gemeinde Wenzlow und ihrer Ortsteile aufgelistet. Grundlage ist die Veröffentlichung der Landesdenkmalliste mit dem Stand vom 31. Dezember 2020. Die Bodendenkmale sind in der Liste der Bodendenkmale in Wenzlow aufgeführt.

## Baudenkmale in den Ortsteilen
In den Spalten befinden sich folgende Informationen:
- ID-Nr.: Die Nummer wird vom Brandenburgischen Landesamt für Denkmalpflege vergeben. Ein Link hinter der Nummer führt zum Eintrag über das Denkmal in der Denkmaldatenbank. In dieser Spalte kann sich zusätzlich das Wort Wikidata befinden, der entsprechende Link führt zu Angaben zu diesem Denkmal bei Wikidata.
- Lage: die Adresse des Denkmales und die geographischen Koordinaten. Link zu einem Kartenansichtstool, um Koordinaten zu setzen. In der Kartenansicht sind Denkmale ohne Koordinaten mit einem roten beziehungsweise orangen Marker dargestellt und können in der Karte gesetzt werden. Denkmale ohne Bild sind mit einem blauen bzw. roten Marker gekennzeichnet, Denkmale mit Bild mit einem grünen beziehungsweise orangen Marker.
- Bezeichnung: Bezeichnung in den offiziellen Listen des Brandenburgischen Landesamtes für Denkmalpflege. Ein Link hinter der Bezeichnung führt zum Wikipedia-Artikel über das Denkmal.
- Beschreibung: die Beschreibung des Denkmales
- Bild: ein Bild des Denkmales und gegebenenfalls einen Link zu weiteren Fotos des Baudenkmals im Medienarchiv Wikimedia Commons

### Boecke
| ID-Nr.            | Lage                 | Bezeichnung                                                                              | Beschreibung | Bild           |
| ----------------- | -------------------- | ---------------------------------------------------------------------------------------- | --- | -------------- |
| 09190088 Wikidata | Dorfstraße (Lage)    | Dorfkirche                                                                               | Die evangelische Dorfkirche wurde in der ersten Hälfte des 13. Jahrhunderts erbaut. Es ist ein Saalbau aus Feldsteinen mit einem eingezogenen Chor und einer Apsis. Um 1870 wurde der Westturm hinzugefügt. Zur gleichen wurde in die Kirche ine Holzbalkendecke und andere Holzeinbauten eingefügt. Die Sandsteintaufe stammt aus dem 16. Jahrhundert. | weitere Bilder |
| 09191162 Wikidata | Dorfstraße 2 (Lage)  | Gehöft, bestehend aus Wohnhaus, linkem und rechtem Stallgebäude, Toranlage sowie Scheune | | weitere Bilder |
| 09190089 Wikidata | Dorfstraße 25 (Lage) | Fachwerkhaus                                                                             | Der eingeschossige Pfarrhaus wurde in der zweiten Hälfte des 18. Jahrhunderts erbaut. Das Fachwerkgebäude ist siebenachsig und wird von einem Krüppelwalmdach abgeschlossen. | weitere Bilder |

### Grüningen
| ID-Nr.            | Lage                        | Bezeichnung | Beschreibung | Bild           |
| ----------------- | --------------------------- | ----------- | --- | -------------- |
| 09190488 Wikidata | Grüninger Dorfstraße (Lage) | Dorfkirche  | Die evangelische Dorfkirche stammt ursprünglich aus dem Mittelalter, sie wurde 1741 erneuert. Es ist ein Bau aus Feldstein mit einem rechteckigen Chor. An der Südseite befindet sich ein im Jahre 1900 angebauter Turm im Stil des Neubarocks. | weitere Bilder |

### Wenzlow
| ID-Nr.            | Lage                        | Bezeichnung | Beschreibung | Bild           |
| ----------------- | --------------------------- | ----------- | --- | -------------- |
| 09190487 Wikidata | Wenzlower Dorfstraße (Lage) | Dorfkirche  | Die evangelische Kirche stammt aus dem 18. Jahrhundert, der Turm wurde 1895 erneuert. Im Inneren ein Taufengel aus der zweiten Hälfte des 18. Jahrhunderts. | weitere Bilder |